# Heikki Turunen
Heikki Turunen, född 9 december 1945 i Pielisjärvi i Norra Karelen, är en finländsk, finskspråkig författare.

## Biografi
Turunens föräldrar Juho Turunen och Jenny Mirjami Siponen var bönder i Lieksanjoki Vuonislahti by där han växte upp med sex systrar. 
Turunen gick i grundskolan och samtidigt som han fick arbet i lantbruket. År 1964 fick han arbete som journalist på tidningen Karjalan Maa i Joensuu. Han stannade där fram till 1974, under det sista året, som redaktör. Därefter blev han författare på heltid.
Turunens författarskap behandlar Finland under den tid då han växte upp, innan urbanisering, industrialisering och arrendatorer. Han beskriver ofta karaktärer som är lite ovanliga. Många av hans böcker har filmats.
Turunen mest kända böcker är Kivenpyörittäjän kylä, Simpauttaja ("Livaren" på svenska) och Maalainen. Veikko Kerttula gjorde Simpauttajasta som en TV-film 1975. År 1995 filmatiserade Markku Pölönen Kivenpyörittäjän kylä, som Det sista bröllopet och 2004 regisserade Anssi Mänttäri filmen Joensuun Elli.